# Ezékiel próféta
Ezékiel (Kr. e. 622 – Kr. e. 570) bibliai, ószövetségi személy, Ezékiel könyvének fő szereplője. Papi családból származott, ő maga is pap volt.

## Élete
Kr.e. 597-ben, Izráel leigázása után Nabukodonozor seregei elhurcolták a babiloni fogságba. Nehéz sorsa volt, fiatalon elveszítette a feleségét is (Ezékiel 24.), a fogságba vetettek nem értették szavát, ezért egy időre el is kellett némulnia, és csak jelbeszéddel fejezhette ki magát (Ez. 3,26), de még az óhazában maradtak lelki hanyatlásába, bálványozásába is be kellett pillantania.
Prófétai működését a fogság ötödik évében kezdte el. Kb. húsz éven keresztül hirdette próféciáit a fogságban élők között.
Ma Dél-Irakban, el-Kifl (الكفل) közelében található egy sírhely, amelyet Ezékiel próféta sírjaként tisztelnek.

## Könyve
Habár vitathatatlan, hogy a nevét viselő könyv nagy részét ő írta, viszont a könyv ma ismert formájának egy részét más magasan képzett papok írták. A kézirat egy része határozottan különbözik a másiktól, és nyilvánvaló, hogy a könyv kiterjedt szerkesztés alá lett vetve.